# سیارک ۴۹۱۲
سیارک ۴۹۱۲ (به انگلیسی: 4912 Emilhaury، نامگذاری:1953VX1) چهار هزار و نهصد و دوازدهمین سیارک کشف شده‌است که در ۱۱ نوامبر ۱۹۵۳ کشف شد.
قدر مطلق سیارک برابر ۲۸.۲ است.